# 百人組
百人組（ひゃくにんくみ）は、江戸幕府における組織の一つ。

## 解説
二十五騎組・伊賀組（以上抱席）・根来組・甲賀組（以上譜代席）の4組からなり、各組に100人ずつの鉄砲足軽が配された。組頭は、その鉄砲隊の頭領である。
通常、鉄砲隊は先手組のように一隊につき20人から50人が備に配属されるのが一般的である。しかし、百人組は文字通り100人で構成され、その人員も編成当初は組名の通り、伊賀・甲賀・根来といった、鉄砲の扱いに優れた地域の者を召抱えている。ちなみに伊賀組と二十五騎組が編成されたのは1601年だが、伊賀同心が召抱えられ服部正成組下に置かれたのはそれ以前、1590年の関東入部時である。また甲賀組は1597年に、根来組は1585年に編成され成瀬正成を組頭とした。内藤清成が編成したという二十五騎組（大久保にも詰めたため、大久保組とも呼ばれたという）については史料が乏しく、由来は諸説ある。
このことから百人組は、備に配される通常の鉄砲組とは異なり、高い火力を有した独立部隊として編成されたと考えられる。
また徳川家康は、江戸城が万一落ちた場合、内藤新宿から甲州街道を通り、八王子を経て甲斐の甲府城に逃れるという構想を立てていた。鉄砲百人組とは、その非常時に動員される鉄砲隊のことであり、四谷や内藤新宿周辺に配されたという。

### 百人組とツツジ
平時は主に江戸城大手三之門に詰め（番所は現存）、将軍が寛永寺や増上寺に参拝する際は山門前を警備したが、太平の世が続くと仕事も収入も見込めず、宝暦年間の頃から組屋敷の敷地を利用したツツジの栽培を内職として行うようになった。やがて百人組が育てたツツジは評判を呼び、江戸市中で需要が高まるにつれ大規模に栽培されるようになり、花の名所として遊歴雑記、江戸名所図会、江戸名所花暦などでも題材として取り上げられるようになった。第二次世界大戦後は、ツツジの大規模栽培は見られなくなったが、ツツジは新宿区の花として制定されている。